# شيطان أبد الدهر (فلم)
شيطان أبد الدهر (بالإنجليزية: The Devil All the Time) هو فيلم إثارة نفسية أمريكي لعام 2020 يستند إلى رواية تحمل الاسم نفسه للكاتب دونالد راي بولوك. الفيلم من إخراج أنطونيو كامبوس وشارك في كتابته وإنتاجه جيك جيلينهال وراندال بوستر، ويقوم بدور البطولة طاقم يضم توم هولاند وبيل سكارسجارد ورايلي كيو وجيسون كلارك وسيباستيان ستان وهيلي بنيت وإليزا سكانلين وميا واسيكوسكا وروبرت باتينسون.

## نُبذة
عقب انتهاء الحرب، وداخل بلدة منعزلة في الغابات تعجّ بالفساد والوحشية، تتجمّع شخصيات شرّيرة حول شابّ كرّس نفسه لحماية مَن يحبّهم.

## روابط خارجية
- شيطان أبد الدهر  في قاعدة بيانات الأفلام على الإنترنت (بالإنجليزية)